# Војислав Биљановић
Војислав Војо Биљановић (Цетиње, 26. мај 1914 — Београд, 27. март 1972), учесник Народноослободилачке борбе, друштвено-политички радник СФР Југославије и СР Црне Горе и народни херој Југославије.

## Биографија
Рођен је 26. маја 1914. године на Цетињу.
Као ученик Цетињске гимназије прикључио се револуционарном омладинском покрету. Био је члан Радничког спортског друштва „Ловћен“ и учесник ђачких штрајкова 1932. и 1933. године. Због своје политичке активности био је искључен из школе, па је седми разред гимназије завршио у Котору.
По завршетку школовања, 1934. године примљен је у чланство Комунистичке партије Југославије (КПЈ) и потом одлази у Загреб, где уписује Технички факултет.
Умро је 27. марта 1972. у Београду. Сахрањен је у Алеји заслужних грађана на Новом гробљу у Београду.
Носилац је Партизанске споменице 1941. и других високих југословенских одликовања, међу којима су и — Орден партизанске звезде са златним венцем, Орден братства и јединства са златним венцем и Орден за храброст. Орденом народног хероја одликован је 27. новембра 1953. године.

## Галерија
- Партизанска споменица 1941.
- Орден народног хероја